# Gare de Lafarge
La gare de Lafarge est une gare ferroviaire française de la ligne de Limoges-Bénédictins à Périgueux, située sur le territoire commune de Saint-Hilaire-les-Places, dans le département de la Haute-Vienne, en région Nouvelle-Aquitaine.
C'est une halte voyageurs de la Société nationale des chemins de fer français (SNCF), du réseau TER Nouvelle-Aquitaine, desservie par des trains express régionaux.

## Situation ferroviaire

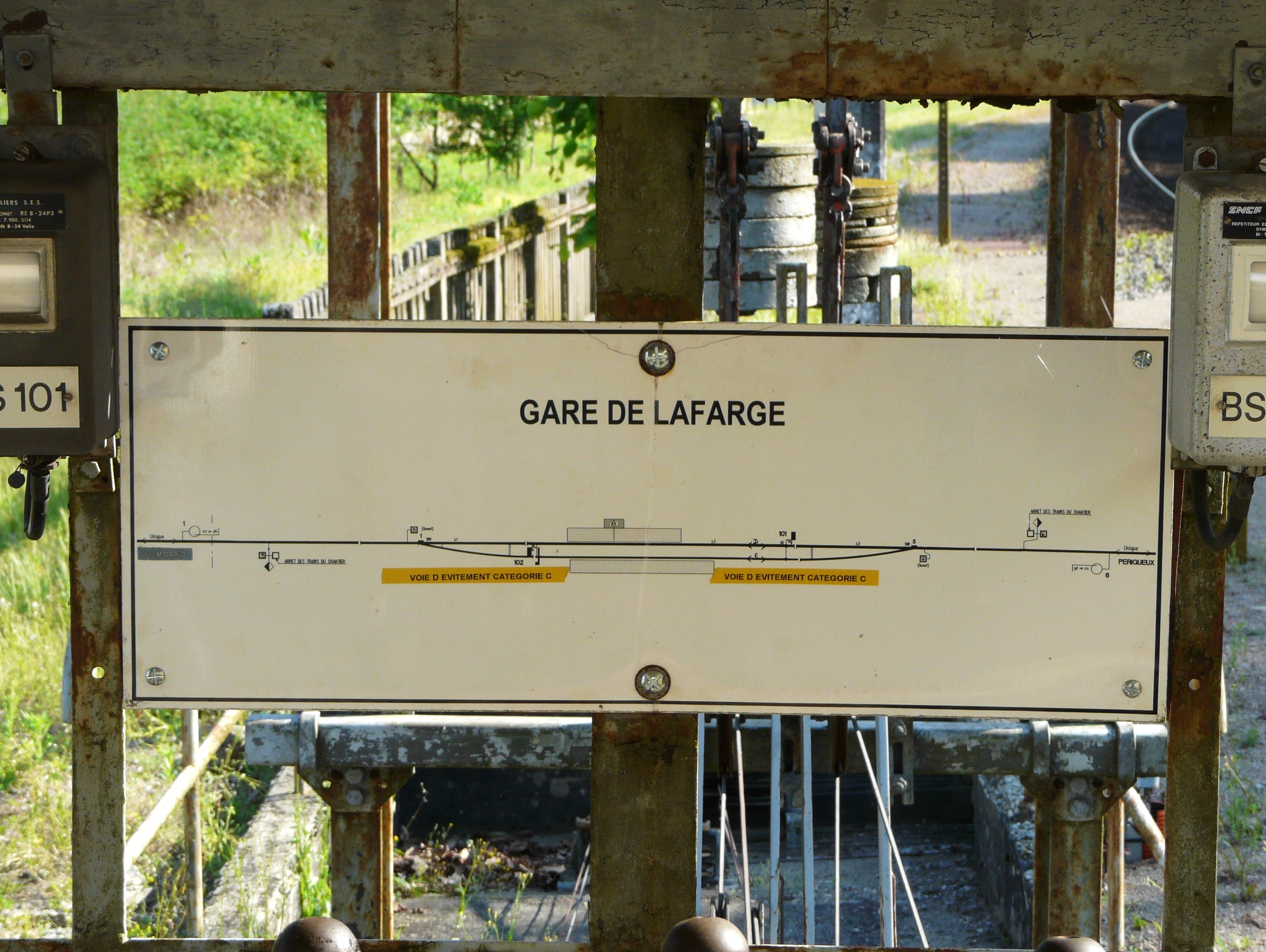
Le schéma des voies au poste d'aiguillage manuel.

Établie à 405 mètres d'altitude, la gare de Lafarge est située au point kilométrique (PK) 429,429 de la ligne de Limoges-Bénédictins à Périgueux, entre les gares de Nexon et de Bussière-Galant.

## Histoire
Cette gare a été créée entre 1856 et 1861, sous Napoléon III pour desservir la commune de Saint-Hilaire-les-Places. Elle doit son nom à la propriété voisine de Lafarge, propriété de la famille Bourdichon-Lafarge. Les ingénieurs de la compagnie fondatrice de la ligne Limoges-Périgueux furent en effet logés chez lui par Antoine Bourdichon-Lafarge (1786-1874), qui fut maire de la commune. C'est un rare exemple de gare portant le nom d'une propriété qui est aussi composante d'un nom patronymique.
La deuxième voie de cette halte a été déposée mais sa date de suppression est inconnue.

## Service des  voyageurs

### Accueil
Halte SNCF, c'est un point d'arrêt non géré (PANG) à accès libre

### Desserte
Lafarge est une halte régionale SNCF du réseau TER Nouvelle-Aquitaine, desservie par des trains express régionaux de la relation Limoges-Benedictins - Périgueux. Depuis décembre 2020, la halte n’est plus desservie le week-end.
Elle est desservie par deux trains TER Nouvelle-Aquitaine par jour du lundi au vendredi : le matin par un train circulant entre Périgueux et Limoges-Bénédictins et le soir par un autre train circulant sur le trajet inverse.

### Intermodalité
Un parking pour les véhicules y est aménagé.

## Galerie

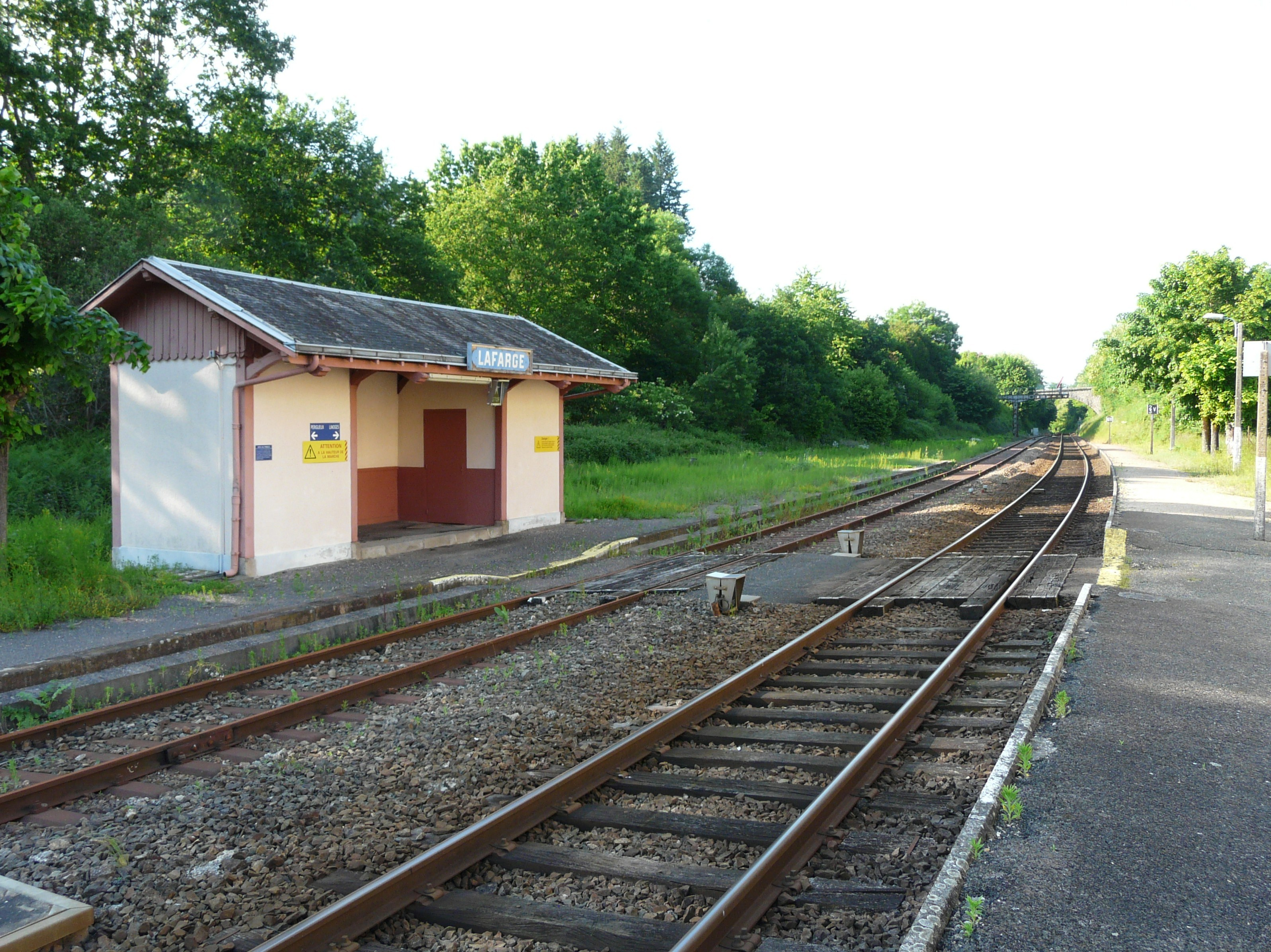
Les voies en direction de Limoges.
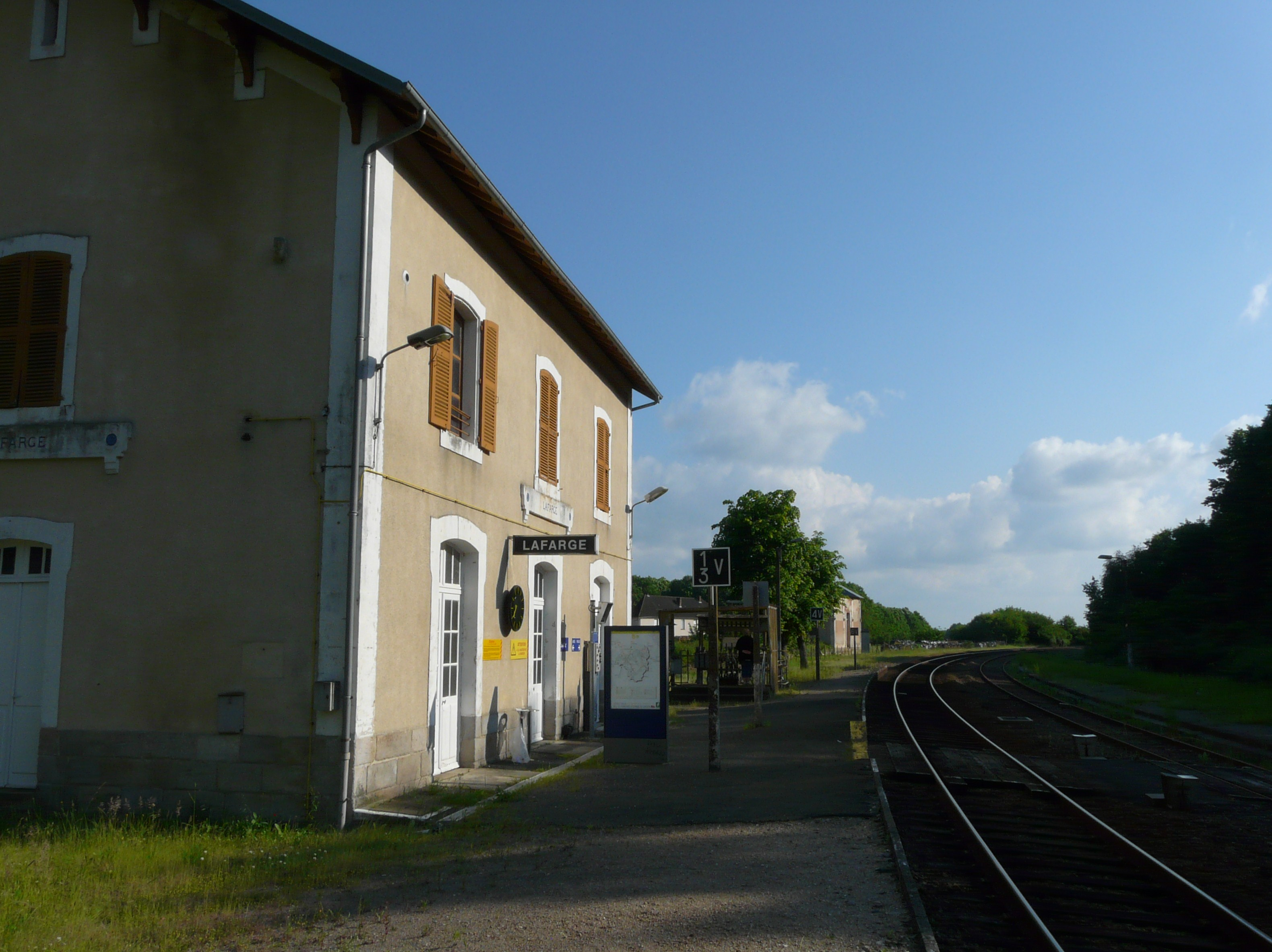
Les voies en direction de Périgueux.
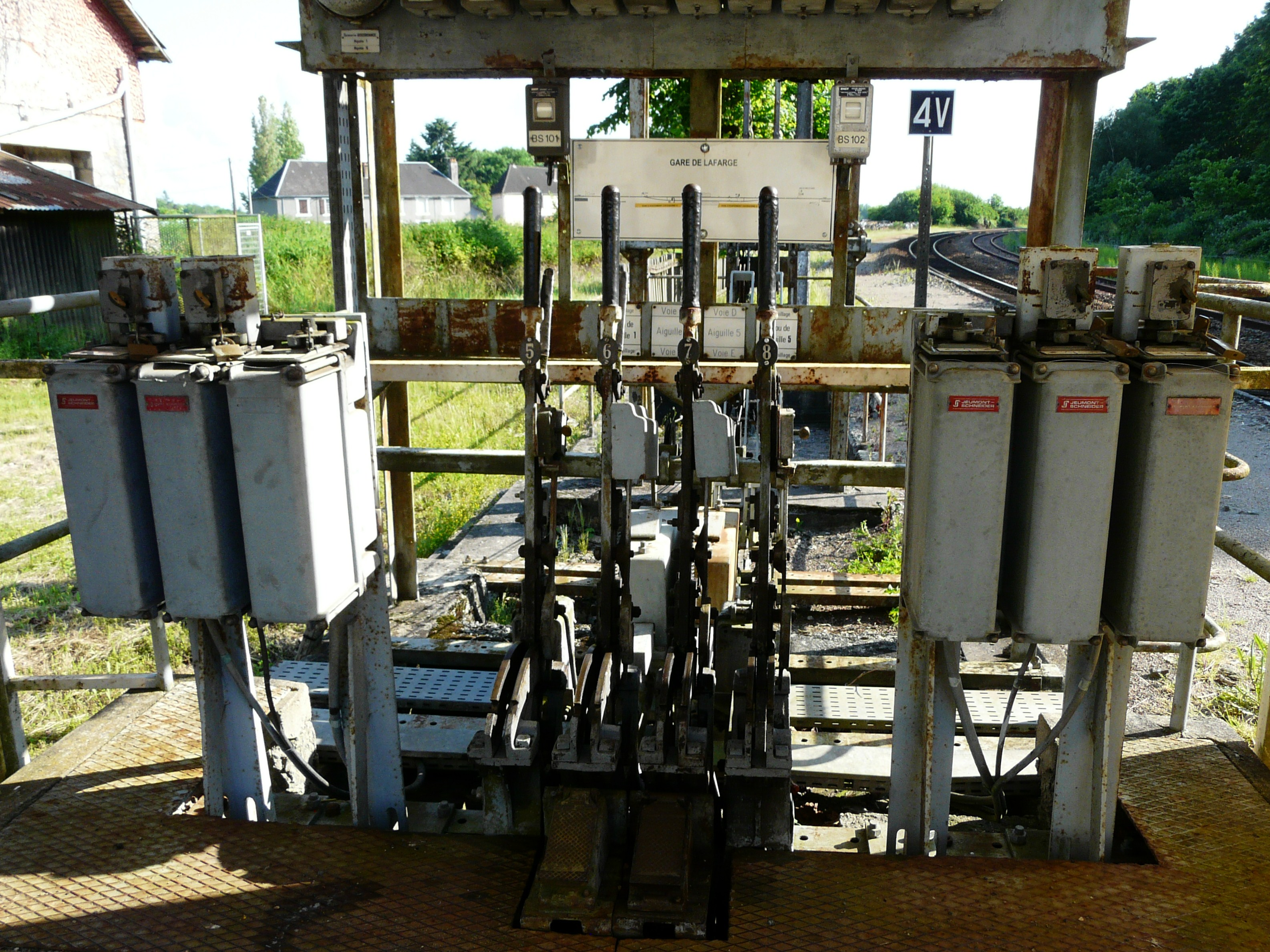
L'ancien poste d'aiguillage manuel.
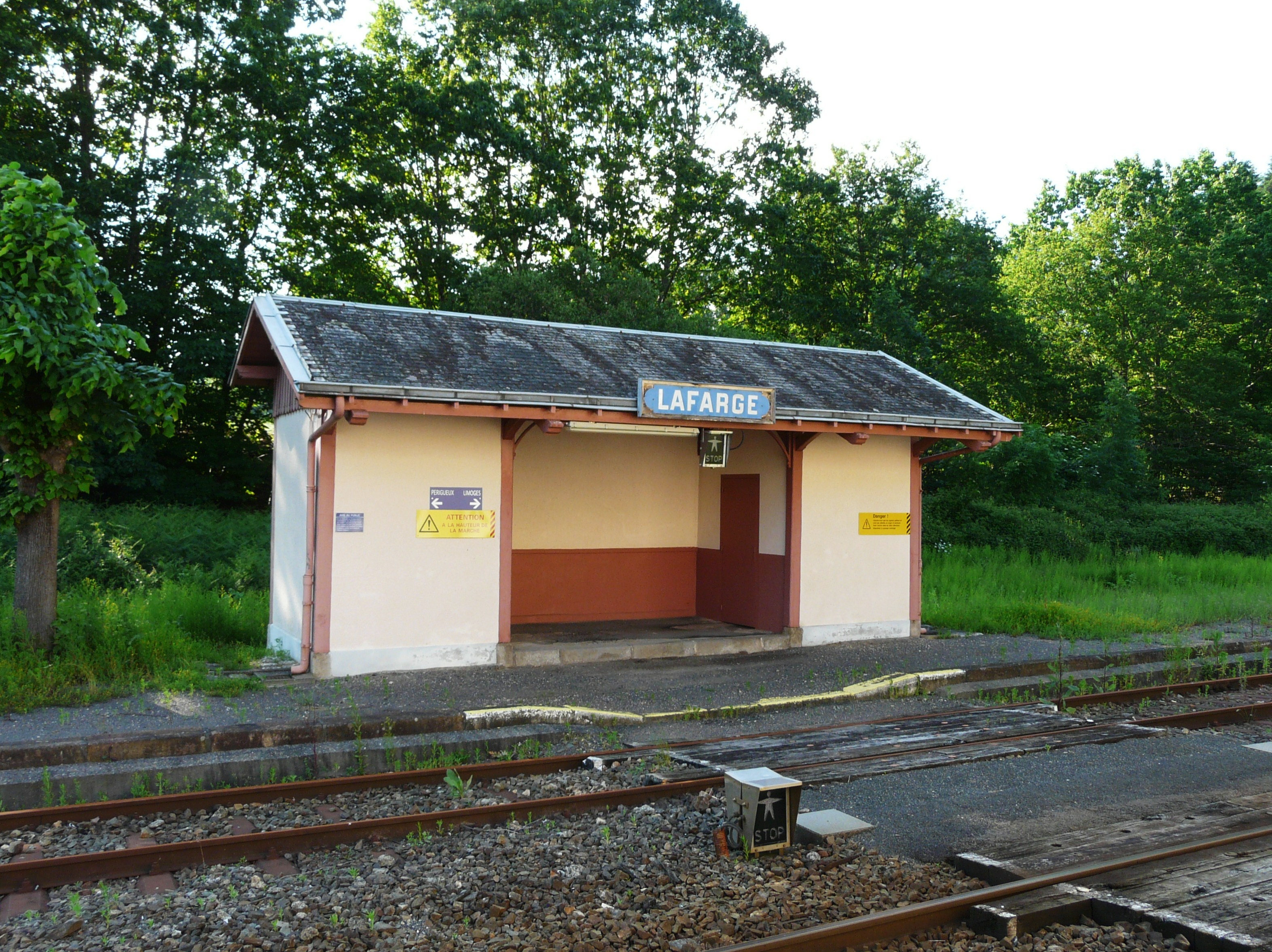
L'abri voyageurs.
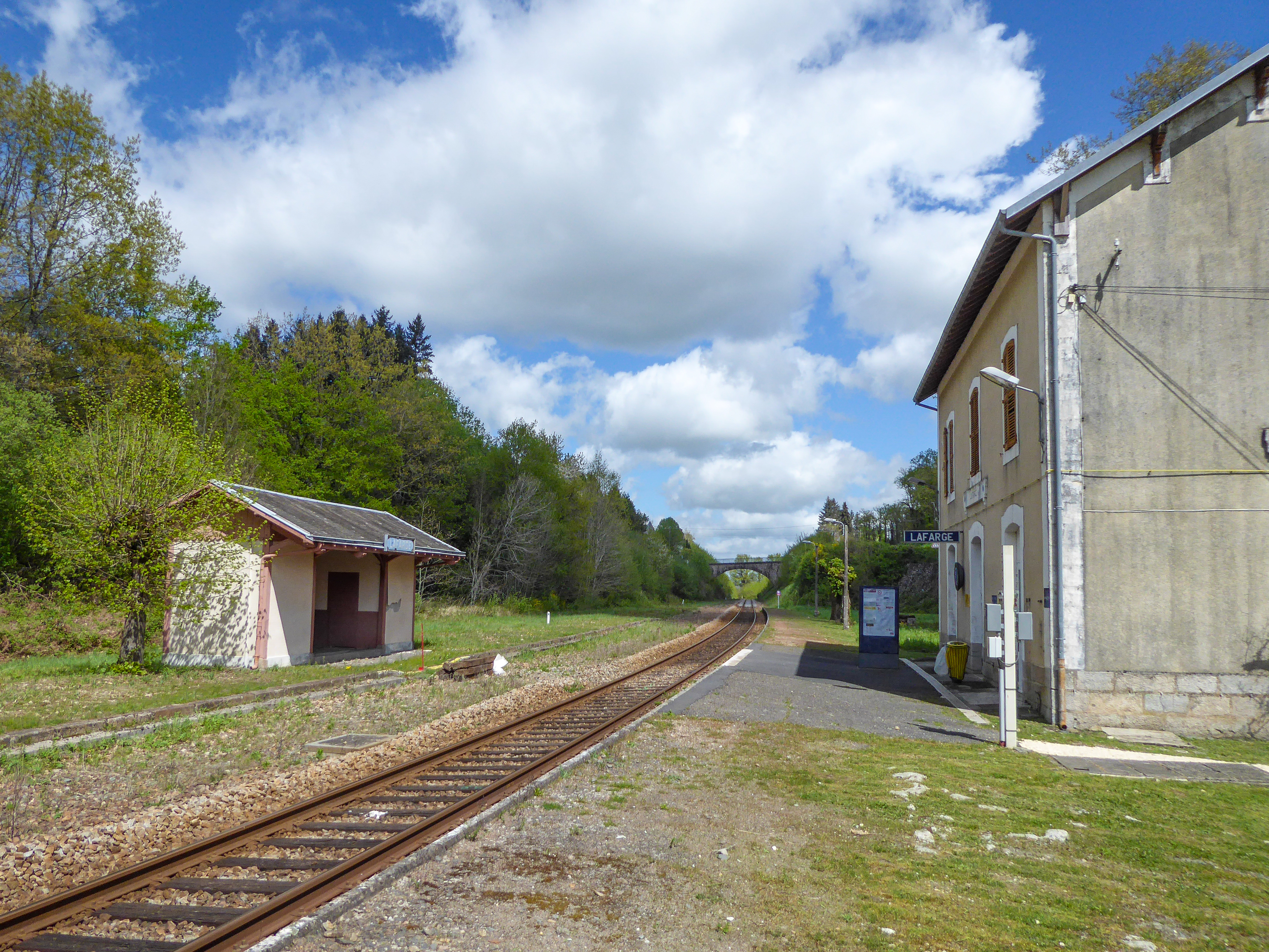
Le quai en direction de Limoges depuis la suppression de la deuxième voie.